# Eishockey-Oberliga 1972/73
Die Saison 1972/73 der Eishockey-Oberliga war die 15. und zugleich letzte Spielzeit der Liga als zweithöchste deutsche Eishockeyspielklasse unter der Bundesliga. Der Meister Kölner EC stieg direkt in die Bundesliga auf.
Nach dieser Saison wurde die 2. Bundesliga eingeführt. Acht Oberligisten und die beiden Absteiger aus der Bundesliga qualifizierten sich für die neue zweithöchste Spielklasse.

## Voraussetzungen

### Teilnehmer
Während der Vorsaison hatte sich die 1b der Düsseldorfer EG aufgelöst, daher gab es keinen Absteiger. Nach dem Rückzug der Preussen Krefeld aus der Bundesliga vor der vorigen Saison war unklar, ob es einen Absteiger und damit zwei Aufsteiger aus der Oberliga geben solle oder nur einen Aufsteiger. Der DEB entschied schließlich salomonisch, dass es keinen Absteiger aus der Bundesliga aber zwei Aufsteiger (Berliner Schlittschuhclub und EV Rosenheim) geben solle. Die freien Plätze neben dem Regionalligameister Duisburger SC nahmen Eintracht Frankfurt, EHC Stuttgart (im Vorjahr SG EHC) und TSV Peißenberg ein, während der Drittplatzierte der Regionalliga 1971/72, VER Selb, auf den Aufstieg verzichtet hatte.

Die Eishockeyabteilung des Kölner EK hatte sich als Kölner EC "Die Haie" selbständig gemacht.
- EC Deilinghofen
- ERC Westfalen Dortmund
- Duisburger SC (Aufsteiger)
- Eintracht Frankfurt (Aufsteiger)
- Kölner EC
- EV Landsberg
- Mannheimer ERC
- TEV Miesbach
- EV Mittenwald
- SG Nürnberg
- TSV Peißenberg (Aufsteiger)
- EV Pfronten
- EV Ravensburg
- EV Regensburg
- TSV Straubing
- EHC Stuttgart (Aufsteiger)

### Modus
Wie Vorjahr wurde die Oberliga eingleisig und in Form einer Doppelrunde ausgespielt, sodass jeder Verein jeweils zwei Heim- und zwei Auswärtsspiele gegen die übrigen Mannschaften bestritt. Der Meister stieg direkt in die Bundesliga auf, die beiden letzten sollten in die Regionalliga absteigen.
Durch die Einführung der neuen 2. Bundesliga qualifizierten sich aber die Mannschaften auf den Plätzen 2 bis 9 sowie die beiden Absteiger aus der Bundesliga für die 2. Bundesliga. Die übrigen Mannschaften verblieben hingegen in der nun zweigeteilten drittklassigen Oberliga.

## Abschlusstabelle
|     |                        | Sp | S  | U | N  | Tore    | Punkte |
| --- | ---------------------- | -- | -- | - | -- | ------- | ------ |
| 01. | Kölner EC              | 30 | 24 | 1 | 05 | 251:102 | 49:11  |
| 02. | EC Deilinghofen        | 30 | 22 | 3 | 05 | 178:084 | 47:13  |
| 03. | Mannheimer ERC         | 30 | 21 | 3 | 06 | 178:100 | 45:15  |
| 04. | TEV Miesbach           | 30 | 21 | 0 | 09 | 165:118 | 42:18  |
| 05. | EV Ravensburg          | 30 | 20 | 1 | 09 | 168:097 | 41:19  |
| 06. | EV Landsberg           | 30 | 18 | 3 | 09 | 130:084 | 39:21  |
| 07. | SG Nürnberg            | 30 | 16 | 6 | 08 | 175:125 | 38:22  |
| 08. | EV Pfronten            | 30 | 17 | 2 | 11 | 177:122 | 36:24  |
| 09. | Duisburger SC          | 30 | 17 | 1 | 12 | 177:103 | 35:25  |
| 10. | TSV Straubing          | 30 | 11 | 3 | 16 | 123:158 | 25:35  |
| 11. | TSV Peißenberg         | 30 | 10 | 1 | 19 | 110:168 | 21:39  |
| 12. | Eintracht Frankfurt    | 30 | 09 | 1 | 20 | 096:156 | 19:41  |
| 13. | EV Regensburg          | 30 | 06 | 2 | 22 | 088:184 | 14:46  |
| 14. | ERC Westfalen Dortmund | 30 | 05 | 2 | 23 | 098:225 | 12:48  |
| 15. | EHC Stuttgart          | 30 | 03 | 3 | 24 | 065:213 | 09:51  |
| 16. | EV Mittenwald          | 30 | 03 | 2 | 25 | 074:214 | 08:52  |

Abkürzungen: Sp = Spiele, S = Siege, U = Unentschieden, N = Niederlagen.

Erläuterungen: Oberligameister und Aufsteiger in die Bundesliga, Qualifikation für die 2. Bundesliga.